# Hilarion (Iwanow)
Hilarion, imię świeckie Iwan Iwanow (ur. 1800 w Gorni Czukali, zm. 31 stycznia 1884 w Kiustendile) – bułgarski biskup prawosławny.

## Życiorys
Edukację podstawową odebrał w monasterze św. Mikołaja w Kypinowie w pobliżu Tyrnowa, gdzie od dziesiątego roku życia był posłusznikiem, a w wieku dziewiętnastu lat został postrzyżony na mnicha. Następnie wyświęcono go na hierodiakona. Służył w soborze w Tyrnowie; jako że eparchia tyrnowska była w tym czasie obsadzana wyłącznie biskupami narodowości greckiej, nauczył się języka greckiego. Przed 1849 został archimandrytą, zaś w 1850 wyświęcono go na biskupa pomocniczego eparchii tyrnowskiej z tytułem biskupa aksiopolskiego. Ceremonia chirotonii miała miejsce w cerkwi św. Dymitra z Tesaloniki w Arbanasi.
W 1852, wskutek próśb wiernych eparchii łoweckiej o przysłanie na miejscowa katedrę biskupa bułgarskiego, został mianowany ordynariuszem tejże administratury. Od 1856 był równocześnie biskupem tyrnowskim. Włączył się w nurt bułgarskiego odrodzenia narodowego i walki o restytucję autokefalicznej Cerkwi bułgarskiej. W 1860 poparł gest biskupa makariopolskiego Hilariona, który podczas Świętej Liturgii w dniu Paschy nie wymienił w odpowiednim momencie imienia patriarchy konstantynopolitańskiego i tym samym wypowiedział mu posłuszeństwo. Mimo tego w 1868 doszło do sporu między biskupem a wiernymi eparchii łoweckiej, w rezultacie czego Hilarion opuścił Łowecz i zamieszkał w Konstantynopolu.
W 1870 rosyjski poseł Nikołaj Ignatjew przekonał sułtana Abdülaziza do wydania fermanu sankcjonującego utworzenie Egzarchatu Bułgarskiego (struktury autonomicznej podległej patriarsze Konstantynopola, a nie odrębnej Cerkwi) na ziemiach zamieszkanych przez ludność tej narodowości. Eparchia łowecka znalazła się w jego granicach. Podczas soboru, który ogłosił powstanie Egzarchatu, biskup Hilarion przewodniczył jego Tymczasowemu Synodowi, jako najstarszy chirotonią hierarcha. Dwa lata później został wybrany przez sobór cerkiewno-ludowy na egzarchę, jednak jego kandydatury nie zatwierdził sułtan. Według innego źródła Hilarion, z przyczyn politycznych i z powodu podeszłego wieku, sam odmówił przyjęcia urzędu, rezygnując równocześnie z katedry łoweckiej. Zwierzchnikiem egzarchatu został wybrany jako drugi metropolita widyński Antym.
W czerwcu 1872 został metropolitą kiustendolskim i pozostał na tej katedrze do śmierci w 1884. Został pochowany w przedsionku soboru Zaśnięcia Matki Bożej w Kiustendole.